# Emmanuelle Arsan
Marayat Rollet-Andriane, voorheen Marayat Krasaesin (Thais: มารยาท กระแสสินธุ์) of haar geboortenaam Marayat Bibidh (Thais: มารยาท พิพิธวิรัชชการ) geboren 19 januari 1932 - 12 juni 2005), bekend onder het pseudoniem Emmanuelle Arsan, was een Thais-Franse romanschrijver en actrice, vooral bekend van de erotische roman met het gelijknamige personage Emmanuelle, een vrouw die onder verschillende omstandigheden op reis gaat van seksuele zelfontdekkingen. Later werd beweerd dat de echte auteur van het boek haar echtgenoot was, Louis-Jacques Rollet-Andriane.

## Werken
- 1959 Emmanuelle – Éric Losfeld (clandestiene editie), 308 pagina's
  - 1988 Emmanuelle (Première édition intégrale) [eerste onverkorte editie] – Paris, Robert Laffont/Jean-Jacques Pauvert
- 1960 Emmanuelle L'anti-vierge – Éric Losfeld (clandestiene editie), 356 pagina's
  - 1968 Emmanuelle – L'anti-vierge – Paris, Éric Losfeld, Le Terrain Vague, 296 pagina's
- 1967 Emmanuelle – La leçon d'homme – Paris, Éric Losfeld, Le Terrain Vague, 232 pagina's
- 1968 Epître à Paul VI (Lettre ouverte au pape, sur la pilule) - Paris, Éric Losfeld
- 1969 Nouvelles de l'érosphère – Paris, Éric Losfeld, Le Terrain Vague, 215 pagina's
- 1969 Dessins érotiques de Bertrand vol. 1- Pistils ou étamines, une liesse promise - Paris, Eric Losfeld
- 1971 Emmanuelle à Rome (onder pennaam Bee Van Kleef) – Paris, Eureditions, 280 pagina's. Herdruk: Montréal, Les Presses Libres, 1972. Herdruk: Toulouse, Livre d'Oc, 1979. Herdruk: Paris, Belfond, 2013
- 1974 Mon "Emmanuelle", leur pape, et mon Éros – Paris, Christian Bourgois, 219 pagina's
- 1974 L'Hypothèse d'Éros – Paris, Filipacchi, 287 pagina's
- 1975 Les Enfants d'Emmanuelle – Paris, Opta, 317 pagina's
- 1976 Laure – Paris, Pierre Belfond, 312 pagina's
- 1976 Néa – Paris, Opta, 264 pagina's
- 1978 Toute Emmanuelle - Paris, Pierre Belfond, 224 pagina's
- 1979 Vanna – Paris, Pierre Belfond, 315 pagina's
- 1983 Sainte louve - Paris, Pierre Belfond, 352 pagina's
- 1988 Les Soleils d'Emmanuelle - Paris, Pierre Belfond, 264 pagina's. Herdruk: Paris, Belfond, 2013
- 1989 Les Débuts dans la vie - Paris, Le Grand Livre du mois, 191 pagina's. Herdruk: Paris, Belfond, 2013
- 1989 Valadié - Paris, Éditions Lignes, 190 pagina's
- 1991 Chargée de mission - Paris, Pierre Belfond, 201 pagina's
- 1993 Bonheur - Les Cahiers de l'Égaré, 91 pagina's
- 1994 Aurélie - Paris, Pierre Belfond, 213 pagina's. Herdruk: Paris, Belfond, 2013
- 2003 La Siamoise nue - Paris, Le Cercle, 552 pagina's
- 2008 Bonheur 2 - Les Cahiers de l'Égaré, 125 pagina's
- 2008 Parce qu'ils ne pouvaient pas s'en empêcher, in: Disparition door Michel Bories, Les Cahiers de l'Égaré, 250 pagina's
- 2016 La Philosophie nue - Éditions Le Sélénite, 116 pagina's

### Nederlandse vertalingen
- 1973 Emmanuelle – De Bezige Bij. Herdruk in 1974, 1978, 1990 (door Lekturama)
- 1975 De Antimaagd Emmanuelle, vertaald door Maartje Luccioni – De Bezige Bij
- 1976 Emmanuelle's kinderen – De Bezige Bij
- 1977 Laura – Arbeiderspers
- 1979 Emmanuelle van top tot teen – Arbeiderspers
- 1984 Vanna – Triton Pers/Omega Boek
- 1994 Hoogtepunten – Prometheus - erotische bloemlezing

## Filmografie
- The Sand Pebbles (1966) als Maily
- The Big Valley (1967) als Tiare (tv-serie, 1 afl.)
- Laure (1976) als Myrte (ook vermeld als regisseur)